# Zračna luka Charles de Gaulle
Zračna Luka Paris Charles de Gaulle  (IATA: CDG, ICAO: LFPG), također poznat i kao Zračna luka Roissy (ili na francuskom samo Roissy) je najveća francuska zračna luka i jedan je od vodećih svjetskih zrakoplovnih prometnih centara. Glavno je prometno središte Air-Francea.
Ime je dobila po Charles de Gaulleu (1890. – 1970.), vođi Slobodnih francuskih snaga i utemeljitelju Francuske pete Republike. Nalazi se unutar dijelova nekoliko općina, 25 km na sjeveroistoku Pariza. Tijekom 2012. godine kroz zračnu luku je prošlo 61.556.202 putnika i obrađeno je 497.763 zrakoplova po čemu je sedma najprometnija zračna luka u svijetu i druga najprometnija zračna luka (nakon londonskog Heathrowa) u Europi. Prema prihvatu i otpremi zrakoplova nalazi se na 10. mjestu u svijetu i prvom u Europi. U teretnom prometu zračna luka je peta najprometnija na svijetu i druga najprometnijih u Europi, odmah iza Zračne luke Frankfurt. Ukupno je u 2011. godini obrađeno 2.087.952 metričkih tona tereta.

## Statistika prometa
Pogledajte izvor upita Wikidata i izvori.

## Roissypôle
Roissypôle je kompleks unutar Zračne luke Charles de Gaulle koji se sastoji od poslovnih zgrada, trgovačkih centara i hotela. Kompleks uključuje sjedište Air Francea, poslovni kompleks s uredima Continental Square, hotel Paris Charles de Gaulle Airport Hilton i zgradu Le Dôm. Le Dôme uključuje sjedište uprave Air Francea i njegovih podružnica. U Continental Squareu je sjedište XL Airwaysa Francea i uprava Air Franceove podružnice Servair.

## Terminali
Zračna luka ima tri terminala: Terminal 1 je najstariji, Terminal 2 prvobitno izgrađen isključivo za Air France danas je znatno proširen a koriste ga i druge zrakoplovne tvrtke i Terminal 3 (bivši T9) namijenjen za domaći charter i niskotarifne aviotvrtke. Od 4. travnja 2007. godine interna laka željeznica (CDGVAL) povezuje sve terminale (osim hale 2G), željezničke postaje i parkirališta. Samo je jedna postaja CDGVAL-a za Terminal 2 u blizini željezničke tako da je udaljenost do Hala 2A-2B više od 500 m. Da bi se došlo od Terminala 1 do 2G potrebno je koristiti i CDGVAL i autobus.
 

### Terminal 1
Prvi terminal u obliku hobotnice je dizajnirao Paul Andreu. U sredini se nalazi okrugla zgrada sa šalterima za registraciju putnika i trakama za preuzimanje prtljage. Oko centralnog dijela su sedam satelita s izlazima za putnike u koje se dolazi podzemnim prolazima. Kroz veliki stakleni toranj u sredini zgrade vidi se svaki kat. Prvi kat je rezerviran za tehničku podršku i nije dostupan javnosti. Na drugom katu se nalaze trgovine i restorani, postaja CDGVAL-a i dio sa šalterima za registraciju putnika iz nedavne obnove. Većina šaltera se nalazi na trećem katu koji također ima prilaz za putnike koji dolaze autobusima, taksijem i specijalnim vozilima. Za odlazak je namijenjen četvrti kat na kojem se nalaze trgovine bescarinske prodaje, granične i carinske kontrole. Kroz tunele ispod asfaltne površine dolazi se do satelitskih terminala na kojima su izlazi. Putnici u dolasku preko tih istih satelita usmjeravaju se kroz tunele na peti kat gdje se nalaze trake za izdavanje prtljage, carinska kontrola i područje za ulaz i izlaz putnika s terminala. Na četiri gornje etaže smještena je uprava, zrakoplovne tvrtke i prostori za parkiranje. Treći, četvrti i peti kat su povezani kroz splet pokretnih stepenica raspoređenih oko sredine zgrade (ne prolaze kroz centralni stakleni toranj) a na otvorenim dijelovima prekriveni su prozirnim pokrovom kao zaštita od vremenskih prilika.
Prvotno je planirana izgradnja nekoliko terminala ovakvog modela. Prve godine rada pokazale su ipak i nekoliko nedostataka zbog izvornog dizajna zgrade. Dok je izuzetno pogodan za putovanja koja počinju ili završavaju u Parizu, terminal nije pogodan kao veće prometno središte radi nemogućnosti njegovog proširenja. Mnogi putnici su razočarani jer se, za razliku od situacije na Zračnoj luci Orly, iz terminala ne vide zrakoplovi.

### Terminal 2
Terminal 2 sačinjavaju sedam hala: 2A, 2B, 2C, 2D, 2E, 2F i na udaljenosti od 800 m 2G. U prvih šest dolazi se na prizemnom nivou ili kroz podzemne prolaze. K, L i M nisu hale nego izlazi Hale E što ponekad zbunjuje putnike. Do Terminal 2G može se doći samo autobusnom linijom iz drugih terminala. Željezničkoj postaji brzog vlaka ispod Terminal 2 može se pristupiti iz hala 2C-2F.

### Terminal 3
Terminal 3 čini zasebna zgrada u kojoj se odvijaju i dolasci i odlasci. Nalazi se 1 km od Terminala 1 a pješačka staza duga je 3 km. Postaja brzog vlaka je na udaljenosti od 300 m pješice. Terminal nema izravne izlaze za putnike nego se putnici u zrakoplove prevoze autobusima.